# Herodes Filipo II
Herodes Filipo II o Filipo el Tetrarca (20 a. C.- 34) fue un tetrarca judío. 

## Biografía

Territorio de la tetrarquía de Herodes Filipo II.

Fue el tercero de los herederos de Herodes I el Grande. Según el historiador Flavio Josefo, fue un gobernante muy justo, a diferencia de sus hermanos. Gobernó como tetrarca los territorios de Iturea y Traconítida, situados al este y al norte del lago de Galilea. Puso la capital en Betsaida. Se casó con Salomé, hija de su hermano Herodes Filipo I y de Herodías y murió sin herederos.